# Koninklijke Nederlandsche Glasfabriek J.J.B.J. Bouvy

Reclameposter uit 1897 (Georges Meunier)

De Koninklijke Nederlandsche Glasfabriek J.J.B.J. Bouvy was een producent van en handelaar in glasartikelen en toepassingen van glas, die bestond te Dordrecht van circa 1850 tot 1926. 

## Geschiedenis
In 1838 richtten Samuël Eliazar Swerein en Jacobus Steffen in Zwijndrecht een glasfabriek op. Per 1842 werden de activiteiten van de fabriek ondergebracht bij de Nederlandsche maatschappij tot vervaardiging van vensterglas, met Swerein als directeur. De Dordtse koopman Antonius Nicolaas Bouvy was een van de firmanten en werd later commissaris van de maatschappij. In 1854 werd de (venster)glasfabriek omgezet in een flessenblazerij en een jaar later werd het geheel verkocht. Jacobus Johannes Bernardus Josephus Bouvy (1828-1888), zoon van A.N. Bouvy, nam de relaties van de Zwijndrechtse fabriek over en startte een eigen handel in vensterglas, glazen dakpannen en gebogen ruiten in Dordrecht. Bouvy afficheerde zichzelf als Handelaar en Fabrikant in Venster- en Spiegelglas.
 Vanaf 1856 won de firma diverse medailles in binnen- en buitenland, waaronder een gouden medaille op de Exposition Universelle, de wereldtentoonstelling van 1900 in Parijs, voor de grootste gebogen ruit. Vanaf 1874 mocht de fabriek van Bouvy het predicaat Koninklijk voeren.
Na het overlijden van J.J.B.J. Bouvy in 1888 zetten zijn zoons J.J.B.J.J. Bouvy en N.M. Bouvy de zaak voort. Er werden filialen geopend in diverse steden, waaronder Rotterdam (1900) en Utrecht (1911). Zoon Anton Bouvy richtte een zaak op in Amsterdam. De glasfabriek had in 1915 nog 150 medewerkers en 70 pk aan stoomkracht in huis. In 1921 werd de firma omgezet in een Naamloze vennootschap. In 1926 werd de onderneming geliquideerd.

## Producten
Bouvy was een venster- en spiegelglasfabriek die gebogen glas en spiegelglas leverde. De fabricage van vensterglas gebeurde in ovens en door middel van blazen. Het buigen van het verhitte glas vereist de nodige zorgvuldigheid in verband met de krimp bij het afkoelen. Het glas kan zo met behulp van een mal in allerlei vormen gebracht worden. Tot de eerste succesvolle producten van Bouvy behoorden glazen dakpannen vooral bestemd voor Nederlands Oost-Indië. Het gebogen glas werden ook naar andere buitenlanden uitgevoerd en leverde vele onderscheidingen op. Het bedrijf stond bekend als innovatief. Voor het verder bewerken van het glas kwamen diverse methoden in gebruik als het etsen en slijpen, dat in de loop van de tijd steeds meer machinaal plaatsvond en waarvoor onder meer een zandblaasmachine in gebruik kwam. 
Aanvankelijk werd bij de fabricage van spiegelglas met kwikzilver gewerkt. Dit leidde nogal eens tot vergiftiging. Dit langdurige en dure procedé werd eind 19e eeuw vervangen door het snellere en goedkopere verzilveren met een oplossing van salpterzuurzilver en ammoniak en een reductievloeistof die het zilver laat neerslaan op het glas. Bouvy paste dit procedé vanaf circa 1880 toe.
Gebrandschilderd glas
De glasfabriek richtte zich vooral op het maken van gebogen vensterglas en had daarvoor in 1908 zeven ovens. Daarnaast was er één oven voor gebrandschilderd glas. Ontwerpen voor de gebrandschilderde ramen werden gemaakt door Albert Plasschaert. Bouvy leverde ook glas aan het atelier F. Nicolas en Zonen. Het atelier van Bouvy kreeg de naam In de Speijkermandt. In 1909 kwamen Toon Berg en J.H.E. Schilling in dienst. Toen Plasschaert in 1913 een eigen glasatelier begon, ging Schilling met hem mee. Berg was vervolgens tot 1919 chef-ontwerper. In 1919 werd E.W.F. Kerling jr. aangetrokken als chef-atelier en J. de Bont als glasschilder. Ramen werden onder meer geleverd voor het Paleis voor Volksvlijt, het Station Amsterdam Centraal, het Kursaal Oostende en het Justitiepaleis van Brussel.